# Bandera de les Açores
La bandera de les Açores és la bandera oficial de la Regió Autònoma de les Açores i està formada per un rectangle bicolor desigualment dividit, sent de color blau al costat del pal i blanc al vol. Carrega un astor daurat coronat per nou estels també daurats i al quarter superior esquerra s'hi troba l'escussó tradicional portuguès. Està basada en la bandera nacional portuguesa utilitzada entre 1830 i 1910 i és hereva del que es va conèixer com la "Bandera de l'Autonomia", sorgida a les campanyes autonomistes de finals del segle xix.
Fou aprovada pel Decret Regional l'abril de 1979 i regulada pel Decret Regulador Regional de 18 de maig de 1979.

## Disseny
La bandera té la següent descripció vexil·lològica:
La bandera és de forma rectangular, la seva llargada és una vegada i mitja la seva alçada.
La bandera és de color blau fosc i blanc.
La divisió al costat del pal és de dues cinquenes parts (40%) de la seva longitud, l'altra divisió és de tres cinquenes parts (60%).
Al centre, sobre la línia divisòria, hi ha un astor volador, de forma naturalista estilitzada, fet d'or.
Per sobre de l'astor, i en semicercle, hi ha nou estels iguals, d'or, amb cinc puntes.
Al costat del pal, a l'angle superior, hi ha l'escussó nacional portuguès.
El disseny oficial de la bandera es va publicar com a annex al Decret regulador autonòmic de 18 de maig, optant per la denominació de blau ultramar a la part blava de la bandera.

### Colors
La bandera utilitza cinc colors primaris, sent els codis més comuns d'aquests els següents:
| Model de color | Blau          | Blanc       | Groc         | Vermell       | Negre     |
| -------------- | ------------- | ----------- | ------------ | ------------- | --------- |
| Pantone        | 2757 C        | Blanc       | 123 C        | 2347 C        | Negre 6 C |
| RGB            | 6, 29, 96     | 255,255,255 | 255, 208, 46 | 215, 17, 14   | 0,0,0     |
| CMYK           | 94, 70, 0, 62 | 0-0-0-0     | 0, 18, 82, 0 | 0, 92, 94, 16 | 0-0-0-100 |
| RAL            | 5026          | N.A.        | 1018         | 3020          | 9005      |
| HTML           | #061D60       | #FFFFFF     | #FFD02E      | #D7110E       | #000000   |

## Simbolisme
Els colors blau i blanc eren colors tradicionals utilitzats per la nació portuguesa i també representen la monarquia constitucional portuguesa nascuda a les Açores.
Els nou estels simbolitzen les nou illes de l'arxipèlag: São Miguel, Santa Maria, Formigas, Terceira, Graciosa, São Jorge, Pico, Faial, Flores i Corvo.
La figura de l'astor simbolitza el nom de l'arxipèlag ja que tradicionalment, s'afirma que el nom deriva de l'astor (açor en portuguès), perquè se suposa que era un ocell que hi era habitual al moment del seu descobriment. De fet, però, mai n'hi va haver a les illes. Alguns historiadors pensen que el corònim té el seu origen en el mot arcaic portuguès azures (atzurs, és a dir, blaves) a causa del color blau de les illes vistes de lluny. La majoria, però, insisteix que el nom deriva dels ocells, si bé no dels astors sinó d'una subespècie local de l'aligot (Buteo buteo), que seria l'animal que els primers exploradors van identificar erròniament amb els astors.

## Polèmica
Des de l'aprovació de la bandera de les Açores, l'any 1979, alguns òrgans del govern regional han intentat fer-la onejar obligatòriament a tots els edificis de l'Estat portuguès situats a la regió, tant administratius com de les forces armades. Aquesta situació sempre ha estat rebutjada, amb l'argument que seria un afront a la sobirania nacional.
Aquesta divergència d'opinions a favor i en contra de l'hissament de la bandera de les Açores als edificis estatals de la regió es va reobrir amb la promulgació del nou Estatut Polític-Administratiu de la Regió. L'hissament obligatori finalment va ser declarat inconstitucional pel Tribunal Constitucional el 30 de juliol de 2009.

## Banderes històriques

Bandera de l'Autonomia, 1876.